# Unidade da Esquerda Galega
Unidade da Esquerda Galega (Unidad de Izquierda Gallega) es una organización política española cuyo ámbito de actuación es Galicia. Se formó el 14 de octubre de 1994 por antiguos militantes del POG, Unidade Galega, PSG-Esquerda Galega y otras personas independientes. Llegó a contar con representación en el Parlamento de Galicia, al ser elegido diputado Xosé Manuel Pazos dentro de las listas de Esquerda de Galicia, en coalición con PSdeG-PSOE, en las elecciones de 1997. 
El partido se refundó en 2006 de la mano de Lois Pérez Leira, miembro del CIG, para presentarse a las elecciones municipales de 2007 en Vigo junto con Nós-Unidade Popular, formando a candidatura Vigo de Esquerdas, que obtuvo el 0,21% de los votos.
El partido volvió a reactivarse a comienzos de 2012 cuando varios militantes del PSdeG-PSOE de la zona de Vigo abandonaron el partido y entraron en la organización. En junio de 2012 celebró una conferencia política y anunció su incorporación en Máis Galiza y en el proyecto de Compromiso por Galicia. Sin embargo, en la Asamblea Nacional constituyente de Anova-Irmandade Nacionalista, Óscar Lomba fue elegido miembro de la Coordinadora Nacional y se vio forzado a abandonar el Consejo Político Nacional de Compromiso por Galicia. Actualmente la militancia de Unidade da Esquerda Galega se encuentra repartida entre Compromiso por Galicia y Anova-Irmandade Nacionalista, aunque todos manifestaron su deseo de contribuir a la unidad de la izquierda y el nacionalismo gallego.
Actualmente sus máximos dirigentes son el exconcejal del PSG-EG en Vigo Marcial Amadro Martínez, como presidente fundador y secretario de organización, y Óscar Lomba, como secretario general. 